# Kluzija
Kluzija (lat. Clusia), biljni rod iz porodice kluzijevki. Preko 320 priznatih vrsta vazdazelenog grmlja i drveća u tropskoj Americi.

## Vrste
1. Clusia abbottii Urb.
2. Clusia aemygdioi Gomes da Silva & B.Weinberg
3. Clusia alainii Borhidi
4. Clusia alata Planch. & Triana
5. Clusia amabilis Maguire
6. Clusia amazonica Planch. & Triana
7. Clusia androphora Cuatrec.
8. Clusia angustifolia Engl.
9. Clusia annularis Maguire
10. Clusia araracuarae Pipoly
11. Clusia aripoensis Britton
12. Clusia aristeguietae (Maguire) Pipoly
13. Clusia articulata Vesque
14. Clusia asymmetrica Pipoly
15. Clusia aymardii Pipoly
16. Clusia belizensis Standl.
17. Clusia bernardoi Pipoly & Cogollo
18. Clusia bicolor Mart.
19. Clusia blattophila M.H.G.Gust. & Vlasáková
20. Clusia botryoidea Maguire
21. Clusia brachycarpa Cuatrec.
22. Clusia brachystyla Maguire
23. Clusia bracteosa Cuatrec.
24. Clusia brittonii Alain
25. Clusia brongniartiana Planch. & Triana
26. Clusia burchellii Engl.
27. Clusia burle-marxii Bittrich
28. Clusia caicedoi Cuatrec.
29. Clusia cajamarcensis Engl.
30. Clusia cajambrensis Cuatrec.
31. Clusia calimae Maguire
32. Clusia callosa Britton & P.Wilson
33. Clusia candelabrum Planch. & Triana
34. Clusia carachensis (H.Karst.) Vesque
35. Clusia cardonae Maguire
36. Clusia carinata Engl.
37. Clusia caryophylloides (Planch. & Triana) Hammel
38. Clusia cassinioides Planch. & Triana
39. Clusia caudata (Planch. & Triana) Pipoly
40. Clusia celiae Maguire
41. Clusia centricupula Cuatrec.
42. Clusia cerroana Steyerm.
43. Clusia chiribiquetensis Maguire
44. Clusia chusqueae Ewan
45. Clusia clarendonensis Britton
46. Clusia clusioides (Griseb.) D'Arcy
47. Clusia cochlanthera Vesque
48. Clusia cochliformis Maguire
49. Clusia cochlitheca Maguire
50. Clusia coclensis Standl.
51. Clusia colombiana Pipoly
52. Clusia columnaris Engl.
53. Clusia comans (Mart.) Pipoly
54. Clusia congestiflora Cuatrec.
55. Clusia cooperi Standl.
56. Clusia coremandra Cuatrec.
57. Clusia crassifolia Planch. & Triana
58. Clusia crassipetiolata Cuatrec.
59. Clusia crenata Cuatrec.
60. Clusia criuva Cambess.
61. Clusia croatii D'Arcy
62. Clusia cruciata Cuatrec.
63. Clusia cundinamarcensis Cuatrec.
64. Clusia cuneata Benth.
65. Clusia cuneifolia Cuatrec.
66. Clusia cupulata (Maguire) Maguire
67. Clusia cylindrica Hammel
68. Clusia dardanoi G.Mariz & Maguire
69. Clusia decussata Ruiz & Pav. ex Planch. & Triana
70. Clusia deminuta Pipoly
71. Clusia densinervia Cuatrec.
72. Clusia diamantina Bittrich
73. Clusia dichrophylla Standl.
74. Clusia diguensis Cuatrec.
75. Clusia divaricata Maguire
76. Clusia dixonii Little
77. Clusia domingensis Urb.
78. Clusia drouetiana L.B.Sm.
79. Clusia duartei Maguire
80. Clusia ducu Benth.
81. Clusia ducuoides Engl.
82. Clusia duidae Gleason
83. Clusia dukei Maguire
84. Clusia elliptica Kunth
85. Clusia ellipticifolia Cuatrec.
86. Clusia elongata Rusby
87. Clusia engleriana Pipoly
88. Clusia epiphytica (Cuatrec.) Pipoly
89. Clusia eugenioides Planch. & Linden
90. Clusia fabiolae Pipoly
91. Clusia favus P.F.Stevens
92. Clusia firmifolia Cuatrec.
93. Clusia fistulosa Cuatrec.
94. Clusia flava Jacq.
95. Clusia flavida (Benth.) Pipoly
96. Clusia flaviflora Engl.
97. Clusia fluminensis Planch. & Triana
98. Clusia fockeana Miq.
99. Clusia fragrans Gardner
100. Clusia fructiangusta Cuatrec.
101. Clusia garcibarrigae Cuatrec.
102. Clusia gardneri Planch. & Triana
103. Clusia gaudichaudii Cambess.
104. Clusia gentlei Lundell
105. Clusia glauca (Rusby) J.E.Nascim. & Bittrich
106. Clusia globosa Maguire
107. Clusia glomerata Cuatrec.
108. Clusia goscinnyi J.E.Nascim. & Bittrich
109. Clusia gracilis Standl.
110. Clusia grammadenioides Pipoly
111. Clusia grandiflora Splitg.
112. Clusia gratula Maguire
113. Clusia guatemalensis Hemsl.
114. Clusia guaviarensis Cuatrec.
115. Clusia guayanae Pipoly
116. Clusia guedesiana Huber
117. Clusia gundlachii A.Stahl
118. Clusia hachensis Cuatrec.
119. Clusia hammeliana Pipoly
120. Clusia haughtii Cuatrec.
121. Clusia havetioides (Griseb.) Planch. & Triana
122. Clusia heterocolorata L.Marinho & Bittrich
123. Clusia hexacarpa Gleason
124. Clusia hilariana Schltdl.
125. Clusia hirsuta Hammel
126. Clusia hoffmannseggiana Schltdl.
127. Clusia huberi Pipoly
128. Clusia hydrogera Cuatrec.
129. Clusia hylaeae Pipoly
130. Clusia ildefonsiana A.Rich. ex Planch. & Triana
131. Clusia imbricata Steyerm.
132. Clusia immersa C.M.Vieira
133. Clusia inesiana Cuatrec.
134. Clusia insignis Mart.
135. Clusia intermedia G.Mariz
136. Clusia intertexta Britton
137. Clusia kanukuana Maguire
138. Clusia lanceolata Cambess.
139. Clusia latifolia Cuatrec.
140. Clusia latipes Planch. & Triana
141. Clusia laurifolia Planch. & Triana
142. Clusia laxiflora (Poepp.) Planch. & Triana
143. Clusia lechleri Rusby
144. Clusia lehmannii Vesque
145. Clusia leprantha Mart.
146. Clusia leptanthera Cuatrec.
147. Clusia liesneri Maguire
148. Clusia lineata (Benth.) Planch. & Triana
149. Clusia longipetiolata Schery
150. Clusia longistyla Cuatrec.
151. Clusia lopezii Maguire
152. Clusia loranthacea Planch. & Triana
153. Clusia loretensis Engl.
154. Clusia lunanthera Maguire
155. Clusia lundellii Standl.
156. Clusia lusoria Standl. & Steyerm.
157. Clusia lutea Bittrich & J.E.Nascim.
158. Clusia macropoda Klotzsch ex Engl.
159. Clusia magnifolia Cuatrec.
160. Clusia magnoliiflora M.H.G.Gust.
161. Clusia maguireana Pipoly
162. Clusia major L.
163. Clusia mamillata Cuatrec.
164. Clusia mangle Rich. ex Planch. & Triana
165. Clusia martiana Engl.
166. Clusia massoniana Lundell
167. Clusia mayana Lundell
168. Clusia melchiorii Gleason
169. Clusia mexiae P.F.Stevens
170. Clusia microphylla Engl.
171. Clusia microstemon Planch. & Triana
172. Clusia minor L.
173. Clusia minutiflora Diels
174. Clusia mirandensis (Maguire) Pipoly
175. Clusia mituana Cuatrec.
176. Clusia moaensis Borhidi & O.Muñiz
177. Clusia mocoensis Cuatrec.
178. Clusia modesta Maguire
179. Clusia monantha Cuatrec.
180. Clusia monocarpa Urb.
181. Clusia multiflora Kunth
182. Clusia multilineata Pipoly
183. Clusia mutica Maguire
184. Clusia myriandra (Benth.) Planch. & Triana
185. Clusia myrsinites Ewan
186. Clusia nemorosa G.Mey.
187. Clusia nervosa (Planch. & Triana) Engl.
188. Clusia neurophylla Cuatrec.
189. Clusia niambiensis Pipoly, Cogollo & M.S.González
190. Clusia nigrolineata P.F.Stevens
191. Clusia nipensis Borhidi
192. Clusia nitida Bittrich & F.N.Cabral
193. Clusia nubium M.H.G.Gust. & Borchs.
194. Clusia nutans Planch. & Triana
195. Clusia obdeltifolia Bittrich
196. Clusia obovata (Spruce ex Planch. & Triana) Pipoly
197. Clusia octandra (Poepp.) Pipoly
198. Clusia octopetala Cuatrec.
199. Clusia odorata Seem.
200. Clusia opaca Maguire
201. Clusia organensis Planch. & Triana
202. Clusia orthoneura Standl.
203. Clusia osseocarpa Maguire
204. Clusia ovalis Cuatrec.
205. Clusia ovigera Planch. & Triana
206. Clusia pachamamae Zent.-Ruíz & A.Fuentes
207. Clusia pachyphylla Gleason
208. Clusia paisarum Pipoly
209. Clusia pallida Engl.
210. Clusia palmana Standl.
211. Clusia palmicida Rich. ex Planch. & Triana
212. Clusia panapanari (Aubl.) Choisy
213. Clusia paralicola G.Mariz
214. Clusia parviflora Humb. & Bonpl. ex Willd.
215. Clusia parvifolia Maguire
216. Clusia parvula (Maguire) Pipoly
217. Clusia pavonii Planch. & Triana
218. Clusia penduliflora Engl.
219. Clusia peninsulae Hammel
220. Clusia pentandra Cuatrec.
221. Clusia pentarhyncha Planch. & Triana
222. Clusia pernambucensis G.Mariz
223. Clusia perscariosa Maguire
224. Clusia petiolaris Planch. & Triana
225. Clusia phelpsiae Lasser & Maguire
226. Clusia phelpsiana Maguire
227. Clusia picardae Urb.
228. Clusia pilgeriana Mansf.
229. Clusia planchoniana Engl.
230. Clusia platystigma Eyma
231. Clusia plukenetii Urb.
232. Clusia plumeri Planch. & Triana
233. Clusia plurivalvis Little
234. Clusia polyandra (Vesque) Pipoly
235. Clusia polyantha Cuatrec.
236. Clusia polysepala Engl.
237. Clusia polystigma Little
238. Clusia popayenensis Planch. & Triana
239. Clusia portlandiana R.A.Howard & Proctor
240. Clusia pringlei Lundell
241. Clusia pseudochina Poepp.
242. Clusia pseudohavetia Planch. & Triana
243. Clusia pseudomangle Planch. & Triana
244. Clusia ptaritepuiensis (Steyerm.) Pipoly
245. Clusia pulcherrima Engl.
246. Clusia purpurea (Splitg.) Engl.
247. Clusia pusilla Steyerm.
248. Clusia quadrangula Bartlett
249. Clusia quadrata (Cuatrec.) Hammel
250. Clusia radiata Maguire & Phelps
251. Clusia radicans Pav. ex Planch. & Triana
252. Clusia ramosa Rusby
253. Clusia renggerioides Planch. & Triana
254. Clusia riedeliana Engl.
255. Clusia rigida M.H.G.Gust.
256. Clusia riojensis Engl.
257. Clusia robusta Eyma
258. Clusia rosea Jacq.
259. Clusia rosiflora Planch. & Linden
260. Clusia rotundata Standl.
261. Clusia rotundifolia Gleason
262. Clusia rubescens Vesque
263. Clusia rubrifructa Bittrich & J.E.Nascim.
264. Clusia salvinii Donn.Sm.
265. Clusia sandiensis Engl.
266. Clusia savannarum Maguire
267. Clusia scandens (Aubl.) J.E.Nascim. & Bittrich
268. Clusia scariosepala (Maguire) Luján
269. Clusia schomburgkiana (Planch. & Triana) Benth. ex Engl.
270. Clusia schomburgkii Vesque
271. Clusia schultesii Maguire
272. Clusia scrobiculata Benoist
273. Clusia seemanii Planch. & Triana
274. Clusia sellowiana Schltdl.
275. Clusia sipapoana (Maguire) Pipoly
276. Clusia skotaster Gilli
277. Clusia spathulifolia Engl.
278. Clusia sphaerocarpa Planch. & Triana
279. Clusia spiritu-sanctensis G.Mariz & B.Weinberg
280. Clusia spruceana Planch. & Triana
281. Clusia stenophylla Standl.
282. Clusia steyermarkii Maguire
283. Clusia studartiana C.M.Vieira & A.G.Silva
284. Clusia stylosa Maguire
285. Clusia subsessilis Benth.
286. Clusia tabulamontana Maguire
287. Clusia tarmensis Engl.
288. Clusia tenuifolia Cuatrec.
289. Clusia tequendamae Cuatrec.
290. Clusia ternstroemioides Rusby
291. Clusia tetra-trianthera Maguire
292. Clusia tetragona Pipoly & Cogollo
293. Clusia tetrandra Humb. & Bonpl. ex Willd.
294. Clusia tetrastigma Vesque
295. Clusia thurifera Planch. & Triana
296. Clusia tocuchensis Britton
297. Clusia torresii Standl.
298. Clusia triflora Cuatrec.
299. Clusia trochiformis Vesqne
300. Clusia troncosii Maguire
301. Clusia ucamira J.E.Nascim. & Bittrich
302. Clusia uleana Engl.
303. Clusia uniflora Lundell
304. Clusia uvitana Pittier
305. Clusia valerioi Standl.
306. Clusia veneralensis Cuatrec.
307. Clusia venulosa Cuatrec.
308. Clusia venusta Little
309. Clusia verapazensis Lundell
310. Clusia viscida Engl.
311. Clusia vittata Cuatrec.
312. Clusia volubilis Kunth
313. Clusia weberbaueri Engl.
314. Clusia weddelliana Planch. & Triana